# Yassine Rahmouni
Yassine Rahmouni (Haarlem, 2 oktober 1984) is een Marokkaanse dressuurruiter. Rahmouni heeft zowel de Nederlandse als de Marokkaanse nationaliteit, maar komt uit voor Marokko. De Marokkaanse  prinses Lalla Amina heeft het paard Floresco NRW gekocht om Rahmouni te helpen de Olympische Spelen te bereiken, nadat Rahmouni tijdens het jetskiën in gesprek was gekomen met koning Mohammed VI van Marokko. Rahmouni plaatste zich als eerste Afrikaan ooit voor de Olympische Zomerspelen 2012 in Londen op de dressuur. Hij nam ook deel aan de Wereldruiterspelen 2014 in Normandië en eindigde daar als 81e.